# Malleastrum ramiflorum
Malleastrum ramiflorum är en tvåhjärtbladig växtart som först beskrevs av C. Dc., och fick sitt nu gällande namn av André Leroy. Malleastrum ramiflorum ingår i släktet Malleastrum och familjen Meliaceae. Inga underarter finns listade i Catalogue of Life.